# Lee Bong-ryun
Lee Bong-ryun (en hangul, 이봉련; en hanja, 李鳳輦; romanización revisada, I Bong-ryeon), es una actriz surcoreana.

## Biografía
Estudió en la Universidad de las Artes de Daegu donde obtuvo una licenciatura en fotografía y en la Universidad Chung-Ang donde obtuvo una maestría en artes.
Desde el 10 de octubre de 2019 está casada con el actor Lee Gyu-hee (이규회).

## Carrera
Es miembro de la agencia AM Entertainment (에이엠엔터테인먼트) desde noviembre de 2021. Previamente formó parte de la agencia C-JeS Entertainment.
En agosto de 2021 se unió al elenco de la serie Hometown Cha-Cha-Cha donde dio vida a Yeo Hwa-jung, la propietaria del edificio de la clínica dental y la casa de Hye-jin.

## Filmografía

### Películas
| Año  | Título                       | Personaje                          | Notas      | Ref.  |
| ---- | ---------------------------- | ---------------------------------- | ---------- | ----- |
| 2011 | Late Blossom                 | Empleada de la Oficina de Dong     |            |       |
| 2012 | Masquerade                   | Dama de la corte de la cocina real |            |       |
| 2012 | Confession of Murder         | Estudiante                         |            |       |
| 2015 | A Matter of Interpretation   | Dueña                              |            |       |
| 2015 | Girl On the Edge             | Enfermera                          |            |       |
| 2015 | Life is but an Empty Dream   | Eun-shil                           |            |       |
| 2016 | Run Off                      | Hermana menor de Dae-woong         |            |       |
| 2016 | How to Break up with My Cat  | Hija del jefe de sushi             |            |       |
| 2017 | Okja                         | Recepcionista de Mirando Korea     |            |       |
| 2017 | A Taxi Driver                | Mujer embarazada                   |            |       |
| 2017 | The Bros                     | Esposa del primo                   |            |       |
| 2018 | Burning                      | Hermana de Shin Hae-mi             |            |       |
| 2018 | Dark Figure of Crime         | Kang Sook-ja                       |            |       |
| 2018 | Passing Summer               | Dueña del restaurante              |            |       |
| 2018 | The Drug King                | Lee Doo-sook                       |            |       |
| 2019 | A Haunting Hitchhike         | Enfermera del sanatorio de Jecheon |            |       |
| 2019 | Birthday                     | Jung-sook                          |            |       |
| 2019 | Exit                         | 3.ª hermana mayor                  |            | [ 4 ] |
| 2019 | Kim Ji-young: Born 1982      | Hye-soo                            |            | [ 5 ] |
| 2020 | The Golden Holiday           | Empleada del banco                 |            |       |
| 2020 | Samjin Company English Class | Mrs. Kim                           | (invitada) | [ 6 ] |
| 2021 | Three Sisters                | Mujer en el supermercado           | (cameo)    | [ 7 ] |
| 2022 | Two Woman                    | Mujer que ha perdido a su hija     |            | [ 8 ] |

### Series de televisión
| Año     | Título                         | Personaje                           | Notas                     | Ref.          |
| ------- | ------------------------------ | ----------------------------------- | ------------------------- | ------------- |
| 2013    | Reply 1994                     | Compañera de clases de Sung Na-jung |                           |               |
| 2015    | Songgot: The Piercer           | Mi-ran                              |                           |               |
| 2017    | Tomorrow With You              | Oh Soo-ri                           |                           |               |
| 2017    | My Father Is Strange           | Yoon Ryeon                          |                           |               |
| 2017    | Madame Jung's Last Week        | Presidenta Shin                     | Drama Special Season 8    |               |
| 2017    | While You Were Sleeping        | Ko Pil-seok                         |                           |               |
| 2018    | Life on Mars                   | Yoo Soon-hee                        | Invitada, ep. 4           |               |
| 2019    | When the Devil Calls Your Name | Enfermera                           |                           |               |
| 2019    | Melting Me Softly              | Park Yoo-ja                         |                           |               |
| 2020    | Sweet Home                     | Im Myung-sook                       |                           | [ 6 ]         |
| 2020    | When the Weather Is Fine       | Jang Ha-nim                         |                           |               |
| 2020    | Run On                         | Park Mae-yi                         |                           | [ 9 ]         |
| 2021    | Hometown Cha-Cha-Cha           | Yeo Hwa-jung                        |                           | [ 10 ]        |
| 2021-22 | Only One Person                | Hwang Ma-jin                        |                           | [ 11 ]        |
| 2023    | Curso intensivo de amor        | Kim Young-joo                       |                           | [ 12 ]        |
| 2023    | Destined With You              | Ma Eun-young                        |                           | [ 13 ] [ 14 ] |
| 2024    | Amor en la puerta de al lado   |                                     | Aparición especial, ep. 1 | [ 15 ]        |
| 2025    | Manual para residentes         | Profesora del hospital Yulje        |                           | [ 16 ] [ 17 ] |

### Teatro
| Año  | Título                  | Personaje            | Notas  |
| ---- | ----------------------- | -------------------- | ------ |
| 2020 | Hamlet                  | Princesa Hamlet      | [ 18 ] |
| -    | 술집                    | 엘리자벳 외 1인 다역 |        |
| -    | 로미오 & 베르나뎃       | 바이올라 / 로즈      |        |
| -    | 빨래                    | 주인할매             |        |
| -    | 락시터                  | -                    |        |
| -    | 올모스트 메인           | -                    |        |
| -    | 백년 바람의 동료들      | 경희                 |        |
| -    | 벌                      | 송신가람             |        |
| -    | 전명출 평전             | 종란                 |        |
| -    | 꿈                      | -                    |        |
| -    | 빨간버스                | -                    |        |
| -    | 청춘예찬                | 간질                 |        |
| -    | 아시아 온천             | 종달                 |        |
| -    | 피리부는 사나이         | -                    |        |
| -    | 다정도 병인 양하여      | 현피디               |        |
| -    | 날 보러와요             | 남씨부인             |        |
| -    | 만주전선                | 게이코               |        |
| -    | 공장                    | 정미                 |        |
| -    | 그 집 빌라에서 우리는   | 미쓰오               |        |
| -    | 헤비메탈 걸스           | 부진                 |        |
| -    | 베르나르다 알바의 집    | 앙구스티아스         |        |
| -    | 보도지침                | 여자                 |        |
| -    | 피카소 훔치기           | 캐시 스미스          |        |
| -    | 1945                    | 송끝순               |        |
| -    | 나는 살인자입니다       | 다                   |        |
| -    | 발렌타인 데이           | 까쨔                 |        |
| -    | 내게 빛나는 모든 것     | 나레이터             |        |
| -    | 여름은 덥고 겨울은 길다 | 경애                 |        |
| -    | 메리제인                | 메리제인             |        |
| -    | 궁극의맛                | 다                   |        |
| -    | 국립극단 햄릿           | 햄릿                 |        |
| -    | 코스모스                | 마유미               |        |

### Musicales
| Año  | Título                                            | Personaje | Notas |
| ---- | ------------------------------------------------- | --------- | ----- |
| 2015 | Five Drawings of Love (사랑에 관한 다섯개의 소묘) | -         |       |
| -    | 식구를 찾아서                                     | 박복녀    |       |
| -    | 은밀하게 위대하게                                 | 란 / 정순 |       |
| -    | 그날들                                            | 사서      |       |

## Premios y nominaciones
| Año  | Premios              | Categoría              | Trabajo | Resultado | Ref.   |
| ---- | -------------------- | ---------------------- | ------- | --------- | ------ |
| 2021 | Baeksang Arts Awards | Mejor actriz de teatro | Hamlet  | Ganadora  | [ 19 ] |